# Axinotoma hulstaerti
Axinotoma hulstaerti – gatunek chrząszcza z rodziny biegaczowatych i podrodziny Harpalinae.
Gatunek ten został opisany w 1968 roku przez Pierre'a Basilevskiego.
Chrząszcz o ciele długości od 9,5 do 10,5 mm. Na każdej pokrywie jedna ruda lub żółtawa plamka okołobarkowa i jedna plamka wierzchołkowa tej samej barwy. Edeagus o środkowym płacie wyraźnie skręconym.
Gatunek afrotropikalny, znany z Liberii, Wybrzeża Kości Słoniowej, Ghany, Gabonu i Demokratycznej Republiki Konga.